# Johannes Müller (Theologe, 1864)

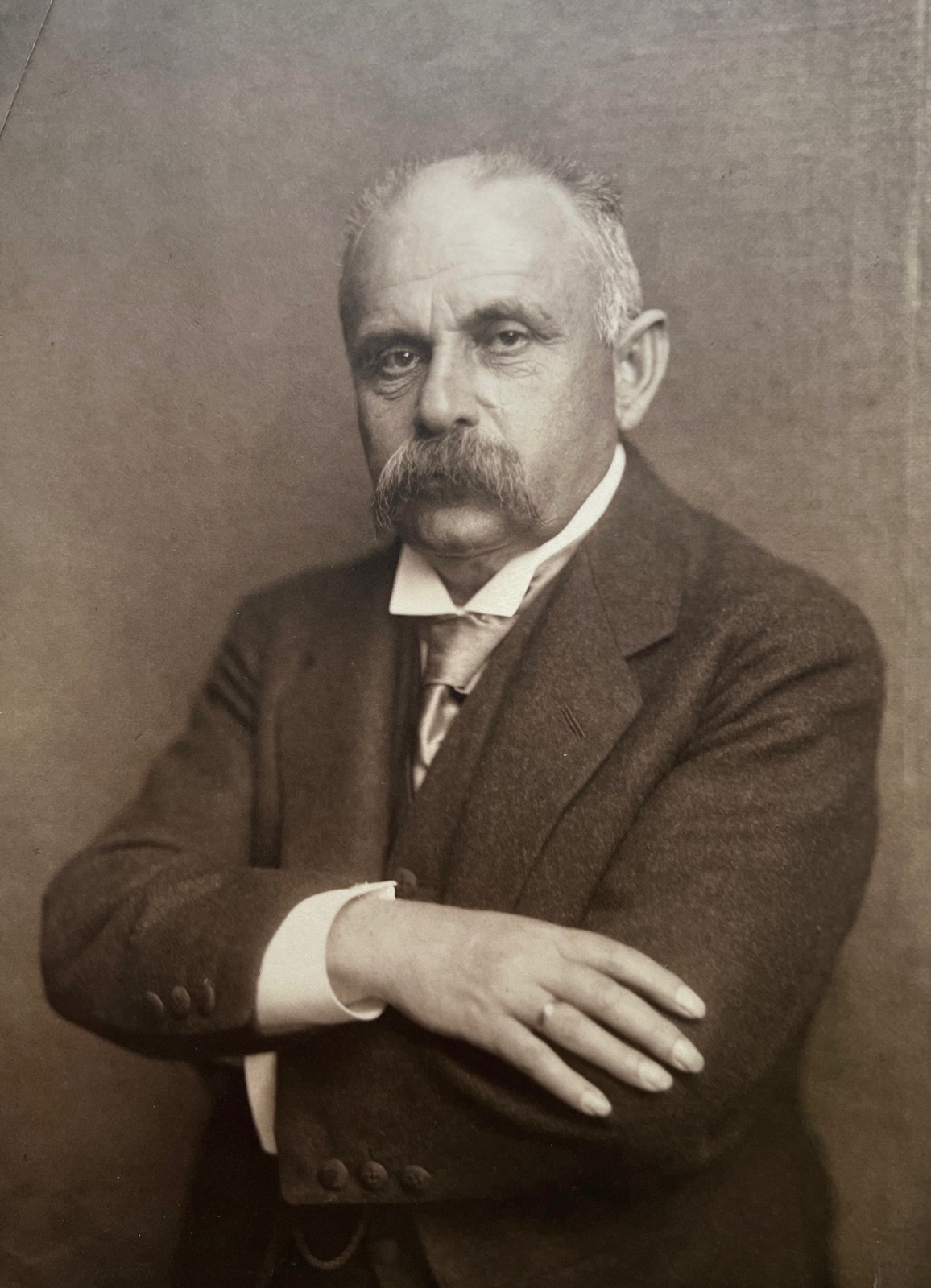
Johannes Müller

Johannes Müller (* 19. April 1864 in Riesa; † 4. Januar 1949 auf Schloss Elmau in Klais (Krün)) war ein deutscher evangelischer Theologe. Er war Miterbauer von Schloss Elmau.

## Herkunft, Studium und erste Berufsjahre
Müller wurde in Riesa, einer sächsischen Kleinstadt mit damals ca. 5000 Einwohnern geboren. Seine Eltern hatten sich in einer pietistischen Gemeinschaft kennengelernt. Sein Vater sowie sein Großvater waren Schulmeister, seine Mutter entstammte einer Kleinbauernfamilie. Im Alter von sieben Jahren erkrankte Müller an Kinderlähmung. Er lag bewegungsunfähig und fast ohne Kontakt zu seiner Umwelt im Bett. Sein älterer Bruder wurde wie sein Onkel Pfarrer, seine ältere Schwester heiratete einen Pfarrer. Als Jugendlicher lebte er bei seinen Großeltern in Dresden, wo er das königliche Gymnasium besuchte. 
Ab 1884 studierte Müller Theologie und Philosophie in Leipzig und Erlangen. Dort – und später in München – wurde er Mitglied des Wingolf. 1890 promovierte er zum Doktor der Philosophie. Eine theologische Promotion scheiterte. Ab 1889 war er Missionssekretär des Evangelisch-lutherischen Zentralvereins für Mission unter Israel, dem er vorschlug, das übliche Proselytenmachen durch eine Volksmission zu ersetzen, die nicht einzelne Juden, sondern Israel als Einheit Jesus als seinen Messias erkennen lassen würde. Vorbild war Joseph Rabinowitz. Da das Leitungskomitee anderer Auffassung war, kündigte Müller Ende 1892.
Für die herkömmliche Kirchenlehre war die Natur Ursprung von Sünde und Unmoral. Das doktrinäre Kirchenchristentum empfand Müller als gefühlskalt und lebensfeindlich. Er verurteilte „abgehobenes“ Denken sowie das Reflektieren und bediente sich in dieser Zeit „gängiger Register antisemitischer Sprache“.

## Öffentliches Wirken

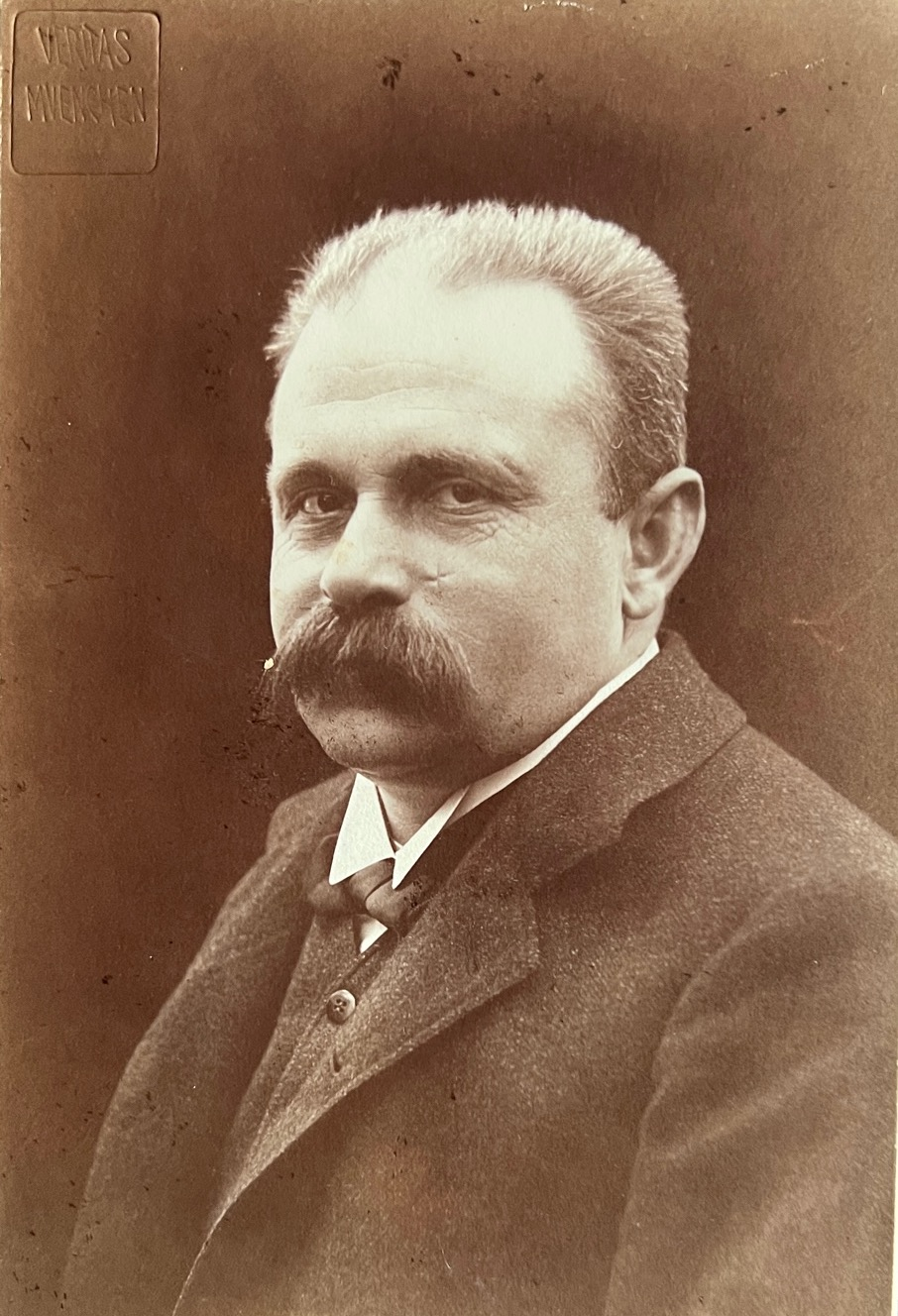
Johannes Müller, Porträt aus dem Atelier Veritas, München

Müller war aufgrund der prägenden Lebens- und Studienjahre eine Figur des Fin de siècle. Ab 1897 gab er zusammen mit Heinrich Lhotzky die Blätter zur Pflege des persönlichen Lebens (ab 1911: Grüne Blätter – Zeitschrift für persönliche und allgemeine Lebensfragen) heraus, bis der Druck 1941 wegen Papiermangels eingestellt werden musste. Seine zahlreichen Aufsätze widmeten sich zunächst der heute von theologisch liberaler Seite als antijudaistisch und mitursächlich für den Holocaust angesehenen Judenmission. Später warb er mit einer ausgedehnten Vortragstätigkeit als Religionsintellektueller für ein freies neues Christentum und begründete damit seine freiberufliche Existenz. Seine zu einer Rettungsbotschaft verknüpften Gedanken fanden bei Bildungsbürgern und den „entkirchlichten Gebildeten“ Resonanz. Er stand in regem persönlichen Kontakt mit Heinrich Diesman (1863–1927), einem „völkischen“ Theoretiker. Mit dem neuen Wissenschaftszweig Eugenik und der Definition von „Degenerationsphänomenen“ beschäftigten sich nach der Jahrhundertwende Literaten und Philosophen. Müller beklagte eine „direkte nationale Gefahr“ bedingt durch den Rückgang der Eheschließungen in den gebildeten Kreisen. Den Frauen würde die Erfüllung ihres „eigentlichen Frauenberufs“ versagt bleiben. Die Zuwanderung aus Polen, Russland und Böhmen zersetze „damit unsere Nation“. Unerklärlich an Müller und seiner Leserschaft bleibt, wie eine „hohe Sensibilität für die Verwerfungen der Moderne, eine beeindruckende Vitalität, vielleicht sogar Genialität im Religiösen nebst einer Anzahl liberaler Überzeugungen mit einer völkischen Ideologie zusammengehen konnte“. Aus seiner Sicht war weder die Politik noch das „System“ Weimar legitimiert. Seiner Gesellschaftskritik fehlte vor 1933 jedoch eine eindeutige Positionierung.

## Von Mainberg nach Elmau
1903 gründete er zusammen mit Heinrich Lhotzky die Pflegestätte persönlichen Lebens auf Schloss Mainberg bei Schweinfurt. Seine Hörer kamen aus den unterschiedlichsten Kreisen, darunter Hermann Bahlsen, Elsa von Michael, Miterbin der Gutehoffnungshütte, Graf von Solms-Laubach, Walter Luetgebrune, Anwalt der rechtsextremistischen Szene, der Sozialdemokrat Anton Fendrich, die Widerstandskämpferin Elisabeth von Thadden, Wilhelm Kempff, Arnold Bergsträsser, der Verleger Oscar Beck, Wilhelm Langewiesche, Korfiz Holm sowie Hans-Georg Gadamer. Das Schloss war ihm von dem Industriellen Alexander Erbslöh als Wirkungsstätte zur Verfügung gestellt worden. 1912 betrug die durchschnittliche Aufenthaltsdauer 13,7 Tage. Müller führte seminarähnliche Wochen zu ermäßigten Preisen für Studenten ein, die im folgenden Jahr auf Theologen und Lehrer erweitert wurden. Einzelne blieben bis zu zwei Monaten. Da Erbslöh eine Erweiterung ablehnte und Elsa von Michael, geb. Haniel, ihm ihre Unterstützung zusagte, erwarb Müller 1912 das Einödanwesen Elmau bei Garmisch. 1916 gelangen Bau und Eröffnung von Schloss Elmau mit wesentlicher finanzieller Unterstützung von Elsa von Michael. Hier leitete er eine „Freistätte persönlichen Lebens“, um dem „Menschen von heute“ zu einem Leben verhelfen zu können, das (seiner Ansicht nach) dessen Wesen entsprach und im Sinne der Ethik Jesu geführt wurde. Lehre und Leben in Elmau waren geprägt von „gläubiger Vergemeinschaftung“, volkstümlichem deutschen Tanz, Reformkost, Kammerkonzerten sowie der Überwindung von Standes- und Klassengrenzen. Ab August 1914 verherrlichte er den Krieg als „Heilkrise“. Im Unterschied zu Mainberg stand Müller in Elmau, das auch Gäste anzog, die lediglich an Musik und Natur interessiert waren, mehr im Hintergrund. Als Helferinnen arbeiteten junge Frauen ohne Gehalt im Haus; sie fanden dabei bisweilen ihren Mann. Zu den engsten Freunden von Johannes Müller zählten damals unter anderem der Thronfolger des Hauses Baden und enge Freund von Cosima Wagner Generalmajor Prinz Max von Baden, der sich von Müller die Heilung seiner Angstattacken und die Überwindung seiner seelischen Isolation erhoffte, sowie Adolf von Harnack. Zu seinen Gästen zählten der spätere Domprediger am Bremer Dom Maurus Gerner-Beuerle, Eivind Berggrav, der spätere Bischof von Oslo, und Erich Ebermayer. 1917 wurde Müller auf Vorschlag von Adolf von Harnack die Ehrendoktorwürde der theologischen Fakultät der Universität Berlin verliehen. Nach dem Ersten Weltkrieg entwickelte Müller eine rege Vortragstätigkeit unter anderem in Norwegen, Schweden, Ungarn, den Niederlanden und Dänemark. 1919 trat er aus dem Alldeutschen Verband aus.

## Während der Zeit des Nationalsozialismus

Wandlung der DC-Embleme 1932 – 1935 – 1937

Seine anfänglich distanzierte Haltung Hitler gegenüber kehrte sich ins Gegenteil. Ricarda Huch schrieb voller Empörung, er habe sich nicht nur „gleichgeschaltet“, sondern „(…) brülle aus voller Kehle Hosianna“. Mit Nachdruck bekannte er sich 1933 zur „Wiedergeburt des deutschen Volkes“. Er pries Hitler als „das Empfangsorgan für die Regierung Gottes und Sender der ewigen Strahlen“ und rechtfertigte in seinem 1934 erschienenen Werk Das Deutsche Wunder und die Kirche die gewaltsamen kirchenpolitischen Maßnahmen der Nationalsozialisten und der Deutschen Christen (DC), einschließlich der Einführung des „Arierparagraphen“ in der Kirche. In der Folge wurde er von den Deutschen Christen als einer ihrer Denker und Lehrer zitiert. Sein Sohn Hans-Michael (1901–1989) habilitierte sich in Jena (einem Zentrum der Deutschen Christen), war ab 1933 „Adjutant“ des Reichsbischofs Ludwig Müller und Staatskommissar des evangelischen Presseverbandes, bevor er eine Professur in Jena und dann in Königsberg erhielt. Im Herbst 1933 bereiste Müller in offiziellem Auftrag Skandinavien, um für den Nazistaat zu werben. Diese Reise war vom Stab des Reichsbischofs, vom Propagandaministerium sowie vom Auswärtigen Amt organisiert worden. Es blieb bei nur dieser einen Reise, was Müller zwar enttäuschte, aber seine Haltung blieb kriegs- und endsiegbegeistert. Der Anschluss Österreichs steigerte seinen Enthusiasmus. Müller verkündete, wie schon im August 1914, die „seelenweckende Kraft des Krieges“, und das Rassenpolitische Amt der NSDAP bekundete Interesse an seinen Schriften zur Sexualität (Eugenik).

## Müllers Haltung zum Judentum
Nach den Jahren als Missionar in Bessarabien, einem Teil des Ansiedlungsrayons, entwickelten Müller und Lhotzky eine sehr eigene Einstellung zum Judentum. Müller war der Auffassung, dass die bisherige Exegese, auch die der liberalen Theologen, „jüdisch geblendet“ und nur seine Lesart die authentische sei. Er galt als Vertreter der Germanisierung des Christentums. In seinem 1906 erschienenen Buch über die Bergpredigt vertrat er die Auffassung, einem Deutschen müsse „die fremde Lymphe das Blut verdorben“ haben, wenn ihm die semitische Mentalität der Lohngerechtigkeit, die besonders aus den Gleichnissen Jesu spreche, nicht „ganz fremdartig und in tiefster Seele zuwider“ sei. Dabei folgte er jedoch nicht Chamberlains Vermutung aus dessen Grundlagen des neunzehnten Jahrhunderts, Jesus oder die Propheten könnten „arischer“ Abstammung gewesen sein. Die deutschen Juden sollten nach Müller ihre Liebe zu Deutschland dadurch zeigen, dass sie Ausgrenzung und Verfolgung klaglos über sich ergehen ließen oder auswanderten. Das sei der jetzt von ihnen geforderte Gehorsam gegenüber dem Gottesgesetz: „Es ist besser, dass ein Mensch stirbt, als dass das ganze Volk zugrunde geht.“ Sein Argument war, man sehe, dass hier Gotteswerk und nicht Menschenwerk geschehe, wenn an Hitler manches irritiere.

## Nach dem Ende des Nationalsozialismus
Nach Kriegsende musste Johannes Müller sich 1946 auf Veranlassung des bayerischen Staatskommissars für rassisch, religiös und politisch Verfolgte, Philipp Auerbach, einem Spruchkammerverfahren unterziehen. Aufgrund Müllers „Verherrlichung von Hitler in Wort und Schrift“, so der Vorwurf, wurde er als Hauptschuldiger (Kriegsverbrecher) verurteilt. Er gestand offen ein, dass er sich geirrt habe. Schloss Elmau wurde 1945 von der US-Armee beschlagnahmt. 1947 übernahm es der bayerische Staat durch seinen Staatskommissar und richtete auf Anregung von Henri Heitan (Joint) ein Erholungsheim für Displaced Persons ein, das bis 1951 existierte. Johannes Müller starb 84-jährig am 4. Januar 1949 in Elmau. Seine Nachkommen tragen in der Regel den Namen Müller-Elmau. Seine Erben klagten und erhielten 1951 den Müller-Anteil an Elmau zurück.

## Privates

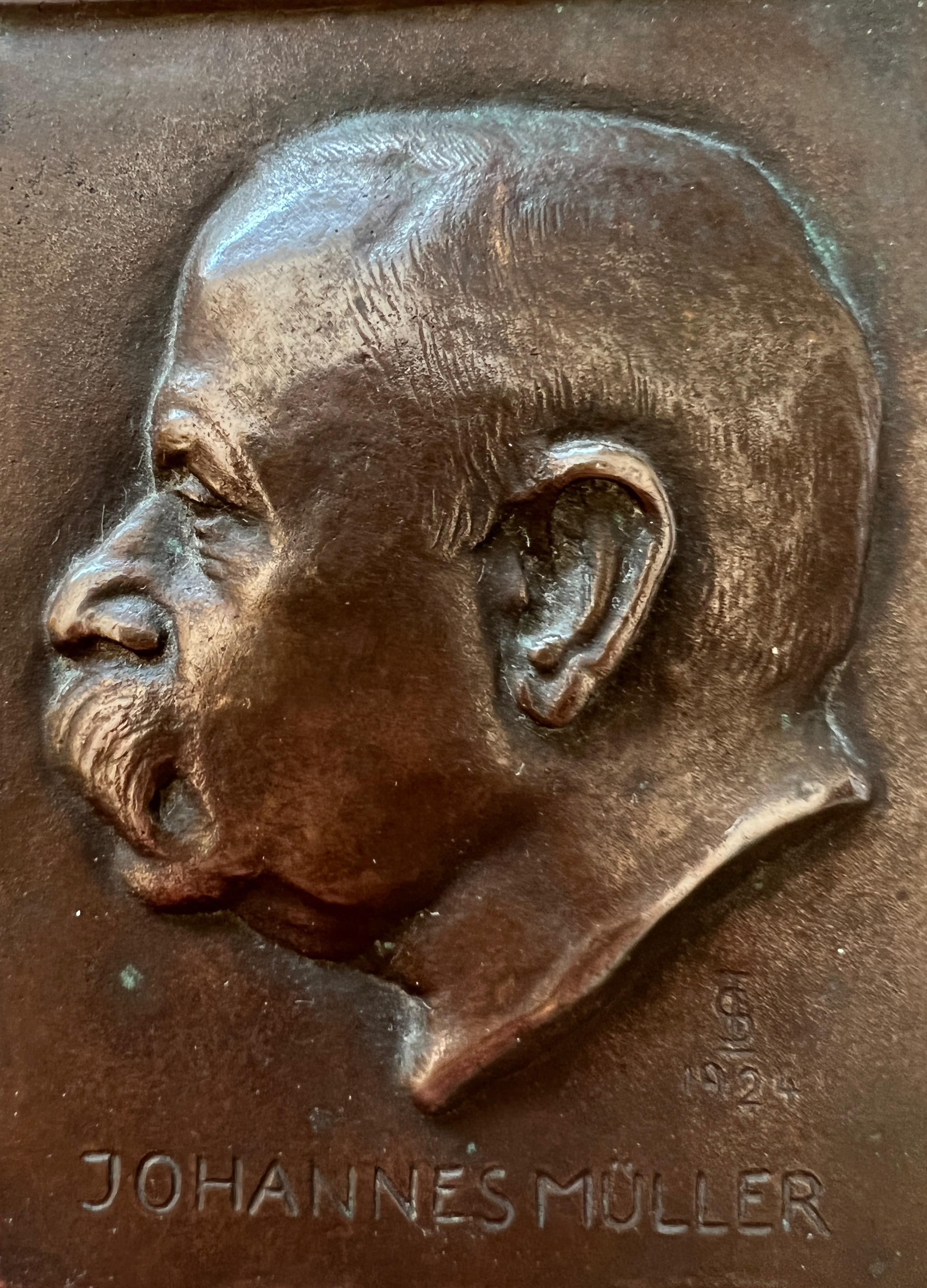
Johannes Müller – Bronzerelief von Irene Sattler, seiner Ehefrau

Im Jahr 1891 ging Johannes Müller mit Sophie von Römer eine erste kurze kinderlose Ehe ein, die 1896 geschieden wurde, als seine Frau einen Hotelier, ihren späteren Ehemann, kennenlernte. Müller zog sich daraufhin an den Schliersee zurück. 1900 schloss er mit der Künstlerin Marianne Fiedler (1864–1904) die Ehe. Sie verstarb nach der Geburt des dritten Kindes. 1905 heiratete Müller deren enge Freundin, die Bildhauerin Irene Sattler (1880–1957), Tochter des Chemikers und Kunstmalers Johann Ernst Sattler (1840–1923), eines Enkels des Tapetenfabrikanten Wilhelm Sattler I. (Familie Sattler war der Vorbesitzer von Schloss Mainberg).
Johannes Müller hatte elf Kinder, darunter Hans-Michael (1901–1989) (Theologe DC), Marianne Manne (1904–2006), Eberhard (1905–1995), Dietrich (1908 – 5. April 1943), Gudrun Richardsen (1910–2007), Sieglinde Mesirca (1915–2009), Bernhard (1916–2007), Ingrid Brooke (1919–2010) und Wolfgang (1923 – 21. Oktober 1944). Bernhard und Sieglinde waren seine Haupterben.

## Mitgliedschaften
- Wingolfsverbindung
- Alldeutscher Verband

## Veröffentlichungen (Auswahl)
- Das persönliche Christentum der paulinischen Gemeinden nach seiner Entstehung untersucht, 1. Teil. J. C. Hinrichs’sche Buchhandlung, Leipzig 1898 (Google-Digitalisat im Internet-Archiv).
- Der Beruf und die Stellung der Frau. Ein Buch für Männer und Frauen, Verheiratete und Ledige, alt und jung. Verlag der Grünen Blätter, Leipzig 1902.
- Die Bergpredigt – verdeutscht und vergegenwärtigt. C. H. Beck’sche Verlagsbuchhandlung, München 1906.
- Die Reden Jesu / verdeutscht und vergegenwärtigt von J. M. Mehrere Bände:
  - 1 Von der Menschwerdung (1909),
  - 2 Von der Nachfolge (1912),
  - 3 Vom Vater im Himmel (1918),
  - 4  Die Verwirklichung des Reiches Gottes (1933).
- Jesus, wie ich ihn sehe. 1930; 3. Auflage unter dem Titel Jesus, der Überwinder der Religionen, 1954.

## Einzelbelege
1. ↑  Harald Haury: Von Riesa nach Schloss Elmau. ISBN 3-579-02612-7, S. 49.
2. ↑  August Winkler: Vademekum Wingolfitikum. Wingolfsverlag, Wolfratshausen 1925, S. 214.
3. ↑  Harald Haury: Von Riesa nach Schloss Elmau. ISBN 3-579-02612-7, S. 111.
4. ↑  Harald Haury: Von Riesa nach Schloss Elmau. ISBN 3-579-02612-7, S. 131.
5. ↑  Harald Haury: Von Riesa nach Schloss Elmau. ISBN 3-579-02612-7, S. 15.
6. ↑  Das Heft Frühjahr 1933 wurde beschlagnahmt. Der Berliner Verleger Arthur Sellier konnte Dank persönlicher Kontakte zum Leiter der Bayerischen Staatskanzlei für Müller die Motive und Abläufe erkunden.
7. ↑  Paul Gerhard Aring: Christen und Juden heute – und die „Judenmission“? Geschichte und Theologie protestantischer Judenmission in Deutschland, dargestellt und untersucht am Beispiel des Protestantismus im mittleren Deutschland. Haag + Herchen, Frankfurt am Main 1987, S. 4f.
8. 1 2 3  Paul Gerhard Aring: Christen und Juden heute – und die „Judenmission“? Geschichte und Theologie protestantischer Judenmission in Deutschland, dargestellt und untersucht am Beispiel des Protestantismus im mittleren Deutschland. Haag + Herchen, Frankfurt am Main 1987, S. 231–235.
9. ↑  Friedrich Wilhelm Graf: Protestantische Wellness. In: Süddeutsche Zeitung, Ostern 2014, S. 12.
10. ↑  Müller: Beruf und Stellung der Frau. In: Grüne Blätter 1900, S. 302.
11. ↑  Harald Haury: Von Riesa nach Schloss Elmau. ISBN 3-579-02612-7, S. 198.
12. ↑  „Die Gäste saßen bei den langen Mahlzeiten an großen Tischen, der berühmte Professor neben dem sozialdemokratischen Handwerker, …“, Friedrich Wilhelm Graf in Protestantische Wellness, Süddeutsche Zeitung, 19.–21. April (Ostern) 2014, S. 12.
13. ↑  Friedrich Wilhelm Graf in Protestantische Wellness, Süddeutsche Zeitung, 19.–21. April 2014, S. 12.
14. ↑  Harald Haury: Von Riesa nach Schloss Elmau. ISBN 3-579-02612-7, S. 169f.
15. ↑  Harald Haury: Von Riesa nach Schloss Elmau. ISBN 3-579-02612-7, S. 187.
16. ↑  So dargestellt bei: Thomas Martin Schneider: Müller, Johannes. In: Neue Deutsche Biographie 18 (1997), S. 427 (Onlinefassung s. Literatur).
17. ↑  Harald Haury: Von Riesa nach Schloss Elmau. ISBN 3-579-02612-7, S. 188.
18. ↑  Deutsche Biographie Johannes Müller
19. ↑  Vgl. Politisches Archiv des Auswärtigen Amtes Akten R65798, R65626
20. ↑  Harald Haury: Von Riesa nach Schloss Elmau. ISBN 3-579-02612-7, S. 189.
21. ↑  Harald Haury: Von Riesa nach Schloss Elmau. ISBN 3-579-02612-7, S. 126, 130.
22. ↑  Das jüdische Schicksal. In: Grüne Blätter 1933, S. 242f. In den folgenden Jahren betonte Müller immer mehr, dass Deutschtum und Judentum unvereinbar seien und Deutschland das Recht „völkischen Notschutzes“ für sich habe, wenn es das Fremde austreibe. Grüne Blätter 1939, S. 265.
23. ↑  Der Sieg des Lebens. In: Grüne Blätter 1933, S. 119f.
24. ↑  Nachruf Marianne Müller
25. ↑  Traueranzeige Gudrun Richardsen
26. ↑  Nachruf Sieglinde Mesirca
27. ↑  Nachruf Bernhard Müller-Elmau
28. ↑  Traueranzeige: Ingrid Brooke

| Personendaten    | Personendaten             |
| ---------------- | ------------------------- |
| NAME             | Müller, Johannes          |
| KURZBESCHREIBUNG | protestantischer Theologe |
| GEBURTSDATUM     | 19. April 1864            |
| GEBURTSORT       | Riesa                     |
| STERBEDATUM      | 4. Januar 1949            |
| STERBEORT        | Krün                      |